# Stebnice
Stebnice (německy Stabnitz) jsou vesnice, část obce Lipová v okrese Cheb v Karlovarském kraji. Nachází se asi 1,5 kilometru severně od Lipové. Prochází tudy železniční trať Plzeň – Cheb. Je zde evidováno 52 adres. V roce 2011 zde trvale žilo 43 obyvatel.
Stebnice jsou také název katastrálního území o rozloze 2,38 km². Stebnice leží i v katastrálním území Žírnice o rozloze 1,45 km².

## Historie
První písemná zmínka o vesnici pochází z roku 1273.
Před druhou světovou válkou zde žilo 150 obyvatel. Katastrální území Stebnice ve svých původních hranicích náleželo původně k obci Jesenice. Součástí Lipové se tento katastr stal k 15. září 1951.

## Obyvatelstvo
Při sčítání lidu v roce 1921 zde žilo 141 obyvatel, z nichž bylo 138 obyvatel německé národnosti a tři cizozemci. K římskokatolické církvi se hlásilo 137 obyvatel, jeden k evangelické a tři k jiné církvi.
| Rok            | 1869 | 1880 | 1890 | 1900 | 1910 | 1921 | 1930 | 1950 | 1961 | 1970 | 1980 | 1991 | 2001 | 2011 | 2021 |
| -------------- | ---- | ---- | ---- | ---- | ---- | ---- | ---- | ---- | ---- | ---- | ---- | ---- | ---- | ---- | ---- |
| Počet obyvatel | 179  | 163  | 138  | 138  | 113  | 141  | 150  | 84   | 76   | 17   | 18   | 11   | 20   | 42   | 56   |
| Počet domů     | 22   | 23   | 24   | 21   | 21   | 21   | 22   | 15   | -    | 8    | 5    | 8    | 15   | 17   | 22   |

| Rok            | 1869 | 1880 | 1890 | 1900 | 1910 | 1921 | 1930 | 1950 | 1961 | 1970 | 1980 | 1991 | 2001 | 2011 | 2021 |
| -------------- | ---- | ---- | ---- | ---- | ---- | ---- | ---- | ---- | ---- | ---- | ---- | ---- | ---- | ---- | ---- |
| Počet obyvatel | 240  | 218  | 186  | 197  | 167  | 197  | 199  | 117  | 90   | 17   | 18   | 11   | 20   | 43   | 57   |
| Počet domů     | 33   | 34   | 35   | 32   | 32   | 32   | 32   | 23   | -    | 8    | 5    | 8    | 16   | 18   | 23   |

## Obecní správa
Při sčítání lidu v letech 1850–1951 Stebnice byly osadou obce Jesenice v okrese Cheb. Od 15. září 1951 jsou částí obce Lipová v okrese Cheb.

## Pamětihodnosti
- Krucifix